# Bangu (Rio de Janeiro)
Bangu is een wijk van Rio de Janeiro in Brazilië. Bangu ligt in de westelijke zone van de stad en is een van de meest bevolkte wijken. De wijk ligt ongeveer in het geografische midden van de stad. Bangu werd opgericht in 1673. In 2004 werd een stuk van de wijk afgescheiden en werd een nieuwe wijk, Gericinó.
Voetbalclub Bangu AC komt uit deze wijk en speelt in het Estádio Moça Bonita. De club is de zesde club van de stad en was vooral succesvol in de jaren tachtig, toen ze zelfs vicelandskampioen werden. Na 1988 zakte de club samen met stadsgenoot America langzaam weg op nationaal niveau. In het Campeonato Carioca, de staatscompetitie, is de club wel nog steeds actief in de hoogste klasse. Ceres FC is een andere voetbalclub uit de wijk. De club speelde vanaf de jaren negentig in de tweede klasse van de staatscompetitie. Voetballer Eduardo da Silva groeide op in Bangu.